# 大西倉雄
大西 倉雄（おおにし くらお、1950年（昭和25年）2月20日 - ）は、日本の政治家。元山口県長門市長（2期）、元山口県議会議員（4期）、元日置町議会議員（3期）。

## 来歴
山口県日置町（現・長門市）に生まれる。日置農業高校、日本大学農獣医学部（現・日本大学生物資源科学部）卒業。1978年（昭和53年）4月、山口県連合青年団長となる。
1983年（昭和58年）4月から日置町議会議員を3期務める。1999年（平成11年）4月の山口県議会議員選挙に初当選。県議時代は自由民主党に所属した。
2011年（平成23年）10月8日、長門市長の南野京右が在職中に死去。これに伴って11月27日に行われた市長選挙に出馬し、税理士の岡村節子を破り初当選した。投票率は57.33％。
2015年（平成27年）、無投票で再選。
2019年（令和元年）、自民党・公明党の推薦を受けて3選を目指すも、前市議の江原達也に敗れ落選。
2020年、旭日中綬章受章。